# Єрґен Гансен (велогонщик)
Єрґен Гансен (дан. Jørgen Hansen, 7 грудня 1942) — данський велогонщик.
Бронзовий призер Олімпійських Ігор 1976 року в роздільній командній гонці, учасник 1968, 1972 років.